# TR1
TR1 (Terminación de Red 1) es una terminación de red que separa la red pública de la privada en RDSI. En inglés NT1 de Net Terminal 1.
Existen de dos tipos, las normales con salidas únicamente digitales y las mixtas, también con un adaptador de terminal integrado para salidas analógicas.
Equipo de Terminación de Red 1 (TR1): Sirve para acoplar los equipos de usuario al bucle local de transmisión que conecta a éste con la central de conmutación externa de la RDSI, en otras palabras, es el elemento que permite la interconexión entre la instalación interior del usuario a 4 hilos, y la red exterior, a 2 hilos. Los NT1 son módems, que se utilizan en servicios BRI (Basic Rate Interface) la cual maneja 2 canales de 64k, que unidos pueden formar un servicio 128k. Estos módems son de interfaz tipo U (un par de cobre) hacia la red pública e interfaces ST (RJ45) o analógicas (líneas telefónicas convencionales, RJ11) hacia el usuario.
- Datos: Q2782618